# Johan Conrad Greive

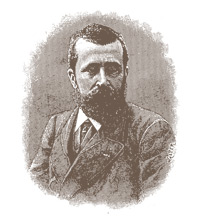
Johan Conrad Greive (c.1880)

Johan Conrad Greive (Amsterdam, 2 april 1837 - aldaar, 14 mei 1891) was een Nederlands kunstschilder, illustrator en graficus. Hij maakte vooral landschappen, riviergezichten en stadsgezichten in een realistische stijl.

## Leven en werk
Greive was de zoon van een musicus. Zijn tekentalent werd al vroeg herkend door zijn oom, de kunstschilder Petrus Franciscus Greive, bij wie hij in de leer ging. Ook kreeg hij les in het atelier van Cornelis Springer, van wie hij ook leerde etsen. Door de ziekte van zijn vader moest hij al op jonge leeftijd bijdragen aan de kostwinning van het gezin en maakte daartoe vaak illustraties in tijdschriften en boeken. Voor Kunsthandel Buffa & Zonen maakte hij met regelmaat prenten, litho's en tekeningen, onder andere over het eiland Java, hoewel hij daar nooit was geweest.
Als kunstschilder werd Greive beïnvloed door de Haagse School en in zijn latere jaren enigszins door het impressionisme, met name in zijn aandacht voor de lichtinval. Op de eerste plaats zijn zijn werken echter realistisch te noemen, waarbij hij onder zijn tijdgenoten de naam had technisch een groot vakman te zijn, met een bijzonder oog voor detail. Veel van zijn onderwerpen vond Greive in Amsterdam, maar hij maakte ook tal van rivier- en zeegezichten. Hij reisde daartoe door Nederland, Frankrijk en Duitsland, en maakte zelfs een voor die tijd ongebruikelijke reis naar IJsland.
Greive was de leermeester van Coen Metzelaar en Hein Kever. Hij was lid en ook enkele jaren voorzitter van kunstenaarsvereniging Arti et Amicitiae. In 1891 overleed hij, 54 jaar oud. Veel Nederlandse musea hebben werk van hem in collectie, waaronder het Rijksmuseum en het Stedelijk Museum te Amsterdam. In november 2013 werd een van zijn schilderijen bij Christie's verkocht voor bijna 50.000 euro.
In Amsterdam (Overtoomse Veld) is een straat naar hem vernoemd. In 2013 verscheen van de hand van zijn verre neef Jan Greive een uitgebreide monografie.

## Galerij

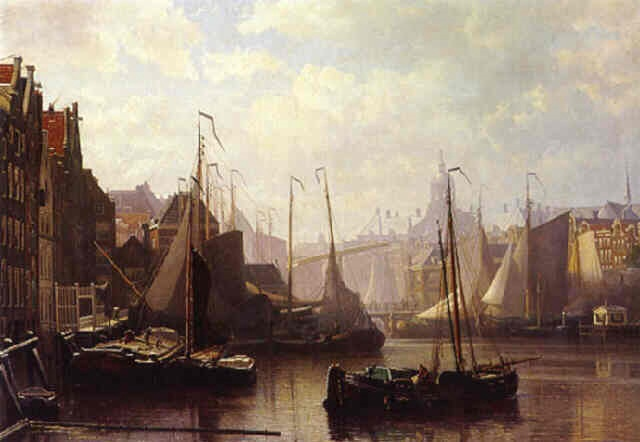
Het Damrak, Amsterdam en Paleis op de Dam in het verschiet
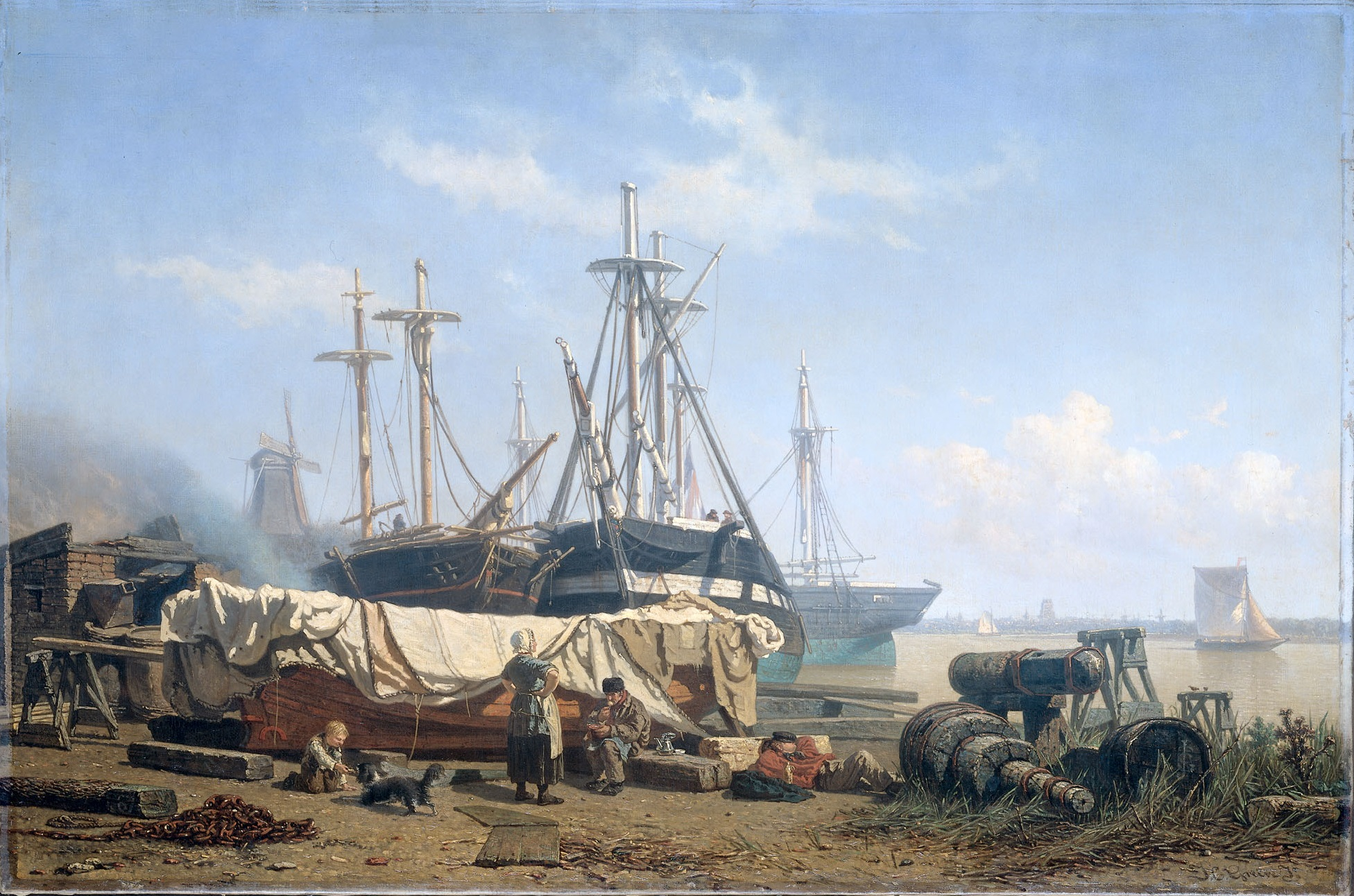
Schafttijd op een Scheepstimmerwerf aan de Maas
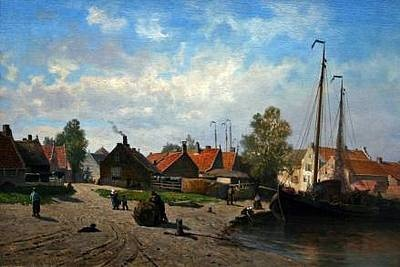
Spakenburg met afgemeerde vissersboten
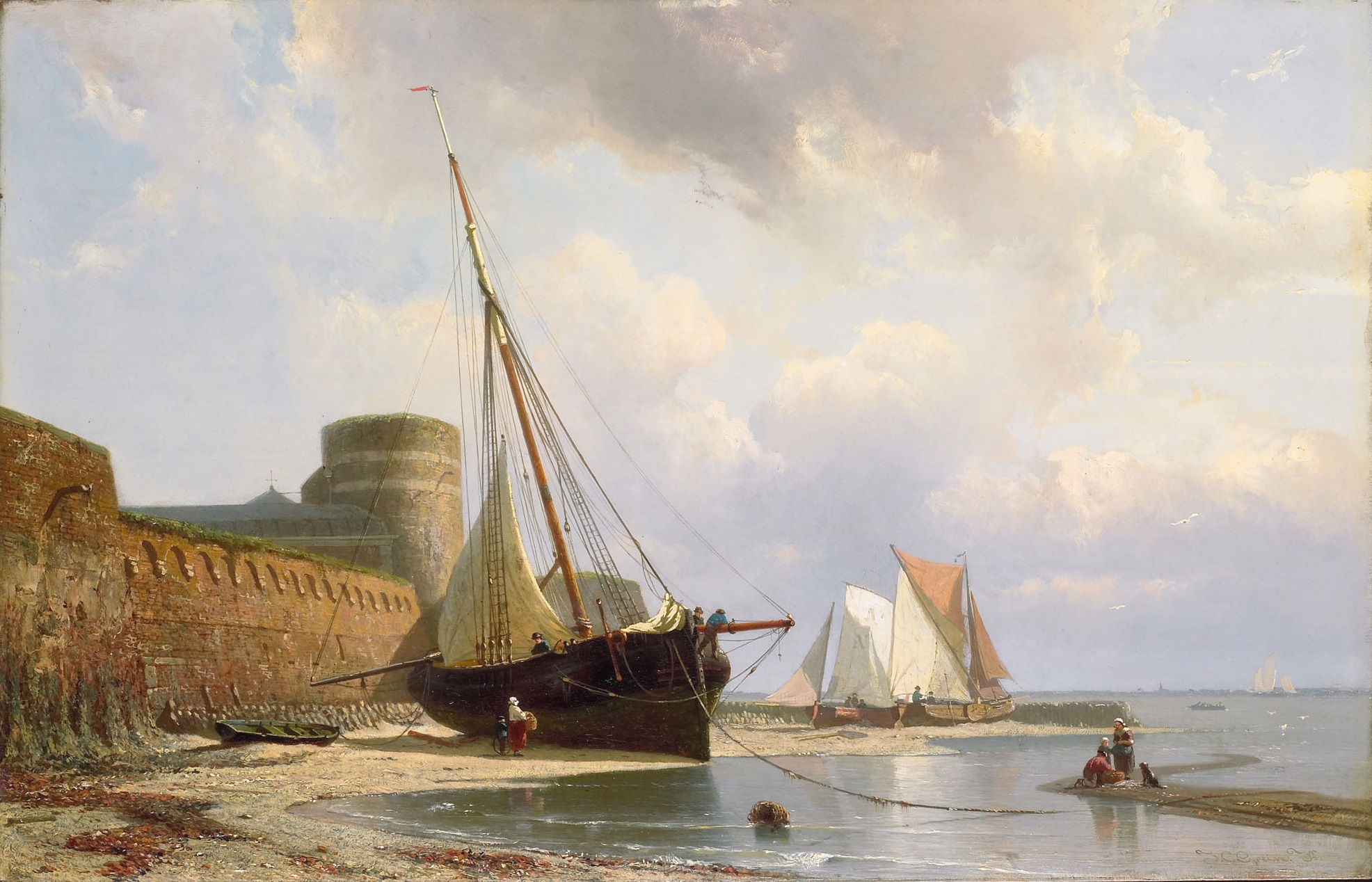
De bomvrije kazerne te Vlissingen
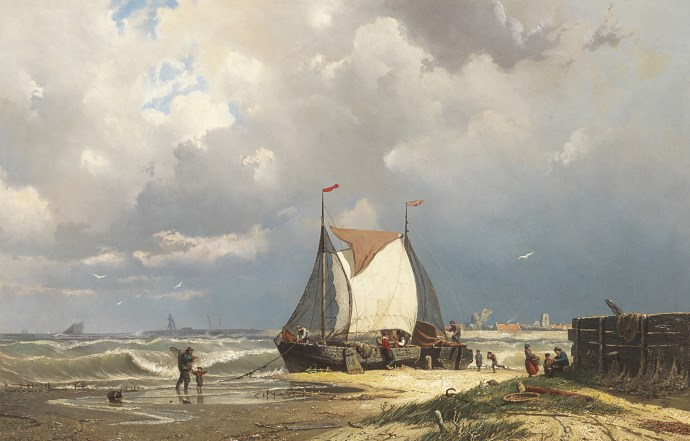
Hengsten voor Uitdam, de Stompetoren van Ransdorp in de verte
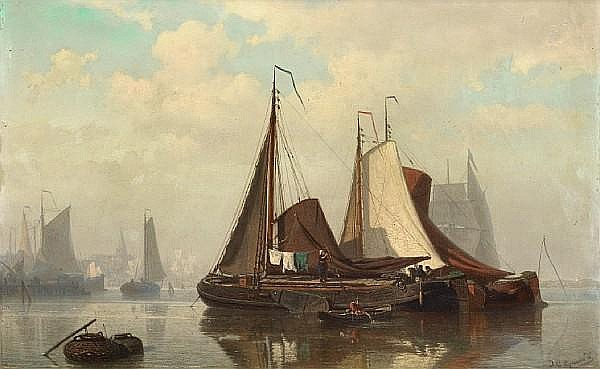
Barken voor anker
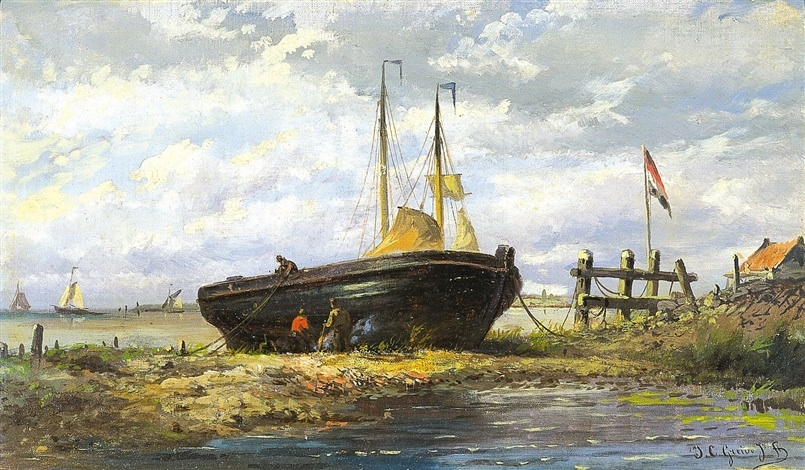
Bomschuit
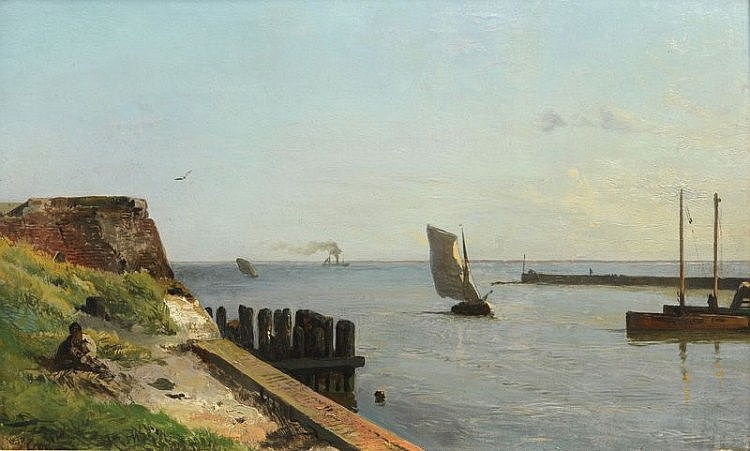
Terug naar de haven
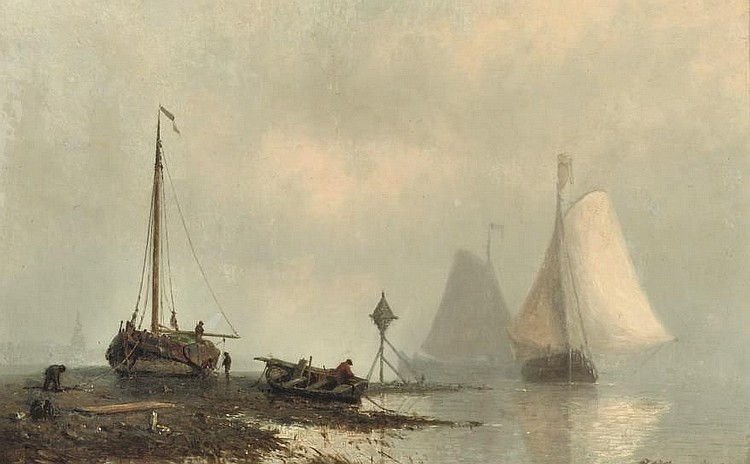
Vesselschepen op een kalme rivier
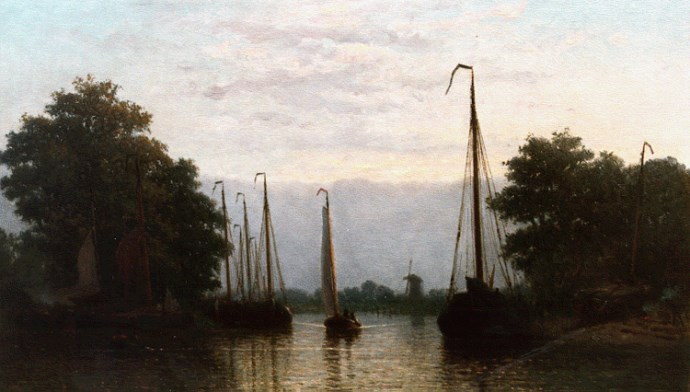
Kleine scheepsreparatiewerf buiten de stad, bij schemering
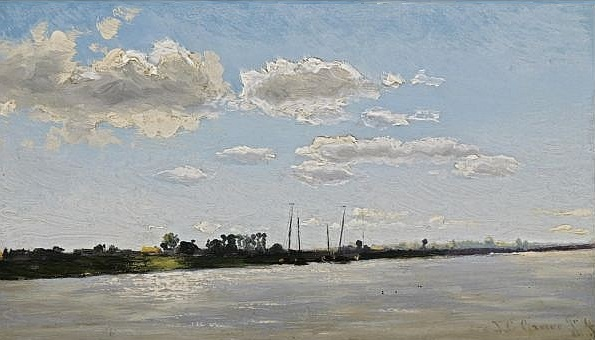
Een zomerdag op het water
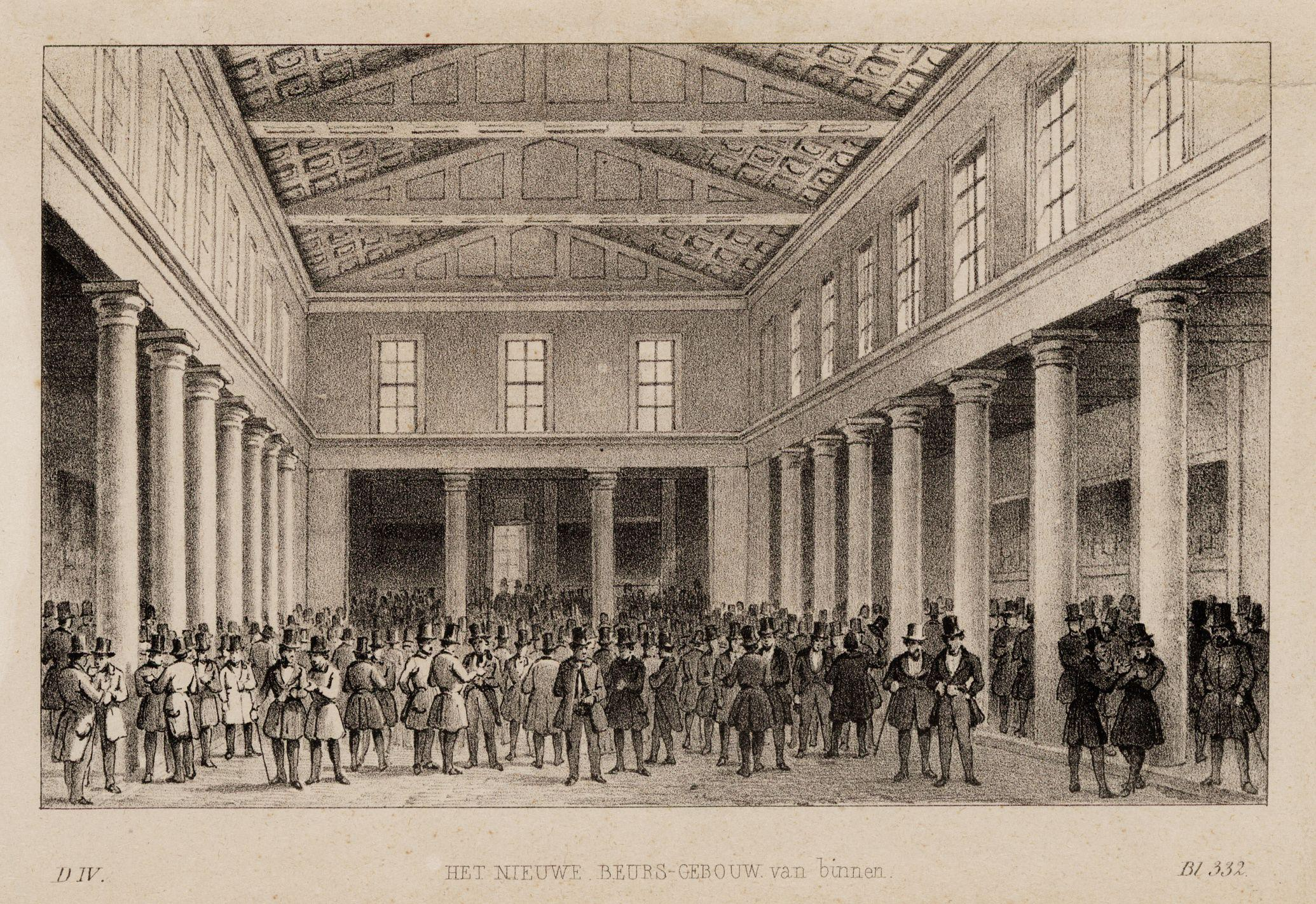
Het interieur van de Beurs van Zocher gezien naar het noorden, litho

## Noot
1. ↑  Zie website AT5.

- Biografisch Portaal: 86522891
- Gemeinsame Normdatei: 1015647359
- International Standard Name Identifier: 0000 0000 6705 387X
- KulturNav: 0a3f33f3-2655-4b8e-a795-54c88691ba3d
- Library of Congress Control Number: n92027070
- Nederlandse Thesaurus van Auteursnamen: 073484016
- RKD-Nederlands Instituut voor Kunstgeschiedenis: 33671
- Système universitaire de documentation: 248515594
- Union List of Artist Names: 500026021
- Virtual International Authority File: 31188253
- WorldCat: E39PBJt3XywXC44K4XQgJV86Kd